# Elecciones parlamentarias de la República del Congo de 2022
Las elecciones parlamentarias, se celebraron en la República del Congo el 10 de julio de 2022. Se programó una segunda vuelta para el 31 de julio en los distritos donde no hubo candidatos elegidos en la primera vuelta.

## Sistema electoral
Los miembros de la Asamblea Nacional de la República del Congo son elegidos en distritos uninominales mediante el sistema de dos vueltas; si ningún candidato recibe la mayoría de los votos en la primera vuelta, se celebra una eventual segunda vuelta.

## Resultados

### Primera ronda
Se informó que el oficialista Partido del Trabajo congoleño había ganado 102 de los 142 escaños elegidos en la primera vuelta, suficiente para lograr por sí solo una supermayoría. También hubo 14 candidatos que pasaron a una segunda vuelta. La Unión Panafricana para la Democracia Social ganó cuatro escaños en la primera vuelta y cuatro candidatos pasaron a una segunda vuelta. La Unión de Demócratas Humanistas ganó tres escaños en la primera vuelta, y siete candidatos pasaron a una segunda vuelta.

### Segunda ronda
El 3 de agosto, los resultados provisionales publicados por el ministro de Administración Territorial indicaron que el Partido Congoleño del Trabajo había ganado un total de 111 escaños entre las dos vueltas. La Unión de Demócratas Humanistas ganó cuatro escaños adicionales en su segunda vuelta, lo que elevó su total a siete, mientras que la Unión Panafricana para la Democracia Social ganó tres de sus segundas vueltas, lo que también resultó en un total de siete escaños. Se informó que la participación en ambas vueltas fue baja, aunque las autoridades electorales no publicaron ninguna cifra.